# Teretriorhynchites pubescens
Teretriorhynchites pubescens is een keversoort uit de familie Rhynchitidae. De wetenschappelijke naam van de soort is voor het eerst geldig gepubliceerd in 1775 door Fabricius.